# 加藤夏希のニュータイプ英単語
『加藤夏希のニュータイプ英単語』（かとうなつきのニュータイプえいたんご）は、2006年10月3日から2007年3月27日までTBSラジオ『あべこうじのポッドキャスト番長』内で放送されていたラジオ番組。放送時間は毎週火曜 20:10頃 - 20:20頃（日本標準時）。

## 概要
NHKの『100語でスタート!英会話』に生徒役で出演していた加藤夏希をパーソナリティに起用した英単語学習番組。単語の説明よりもトークに比重を置くなど、トーク番組のような構成になっていた。
加藤は毎回1つのアルファベットをテーマに選び、そのアルファベットで始まる五つの単語を元にトークを進めていた。紹介する英単語は、中学校で習うような初等的な単語が多かった。また、「A」をテーマにした初回では出身地の秋田やアヴリル・ラヴィーンが登場するなど、固有名詞が選ばれることもあった。
加藤は "bath" （風呂）の文字を見て "bus" （バス）と間違えたり、単語の意味を知らなかったりと、あまり英語が得意ではなかった。また、サインで自分の名前のスペルを間違えていたこともある。
番組の最後には翌週に取り上げる予定のアルファベットを発表し、それを冠する単語をエピソードとともに募集していた。ドラマ『花より男子2』の撮影裏話などをすることもあった。自分の好きな女優ケイト・ハドソンやアニメ『スレイヤーズ』などの話になると、番組の時間（前編で8分ほど）を無視してしゃべり続けるなど異常なテンションを見せるため、単語の選び方にも注意が必要なようだ。
放送期間中、ビデオポッドキャスト（MP4形式）による配信も行われていた。ただし、ラジオ本編とは内容が大幅に異なるものもあった。